# Ludwig Rabus
Ludwig Rabus (auch: Rab oder Günzer; * um 10. Oktober 1523 in Memmingen; † 22. Juli 1592 in Ulm) war lutherischer Theologe und Konfessionalist. Im kirchlichen Dienst hatte er das Amt des Superintendenten inne.

## Leben

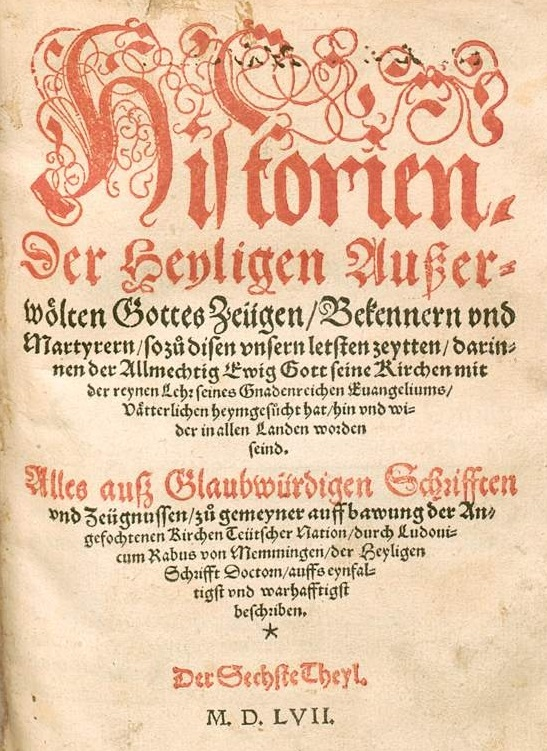
Titelseite des sechsten Teils von Ludwig Rabus’ Heiligen- und Märtyrerbuch, 1557

Als armer Schüler aus der Familie Rab gen. Günzer kam Ludwig Rabus nach Straßburg und fand Aufnahme beim Münsterprediger Matthäus Zell und seiner Frau Katharina. 1538 ging er zum Studium nach Tübingen, und anschließend nach Wittenberg, wo er 1543 den Magistergrad erlangte. Im folgenden Jahre schon wurde er Hilfsprediger Zells am Straßburger Münster und konnte dank seiner Predigtgabe trotz seiner Jugend 1548 Zells Nachfolger werden.
Durch das Augsburger Interim verlor er freilich bald darauf dieses Amt, blieb aber in Straßburg. 1552 wurde er Vorsteher des Collegium Wilhelmitanum und Lehrer am Gymnasium. 1553 erhielt er zusammen mit Jacob Andreae in Tübingen den Doktorgrad. Als der Straßburger Rat Johannes Marbach ihm als Präses des Kirchenkonvents vorzog, verließ er 1556 die Stadt und ging nach Ulm, wo er 34 Jahre lang als Pfarrer am Münster und Dekan wirkte.
Sein „Märtyrerbuch“ widmete er dennoch dem Rat von Straßburg. Im Streit um Kaspar Schwenckfeld schrieb er gegen Katharina Zell, die diesen verteidigte. Für Ulm ist seine Tätigkeit von großer Bedeutung gewesen. Er sorgte für eine einheitliche Lehrausrichtung, hielt mehrere Visitationen ab, führte in den Gemeinden Kirchenbücher über Amtshandlungen ein und unterstützte Andreae in seinen Bemühungen um die Schwäbische Konkordie.
Der Theologe Johann Jakob Rabus war sein Sohn.

## Familienwappen
Ottheinrich, Pfalzgraf zu Rhein, Herzog in Nieder- und Oberbayern, verlieh am 11. September 1553 den Brüdern Ludwig, Jakob und Paul Rabus ein Wappen, „welchs ihnen bisher gemangelt hatt“. Der Original-Wappenbrief enthält im Zentrum das gemalte Bild des Wappens, (10,3 cm hoch und 8 cm breit). Das Kernstück ist der Schild. „..in drey gleicher tail über egkh herab geteilt, die ober und under Velldung von Rotter und die mittel von weisser farb unnd in jezbemellter weisser velldung drey Zaichen so sich der ziffer Viere vergleiche je ains nach dem andern steende von schwarzer farben…..“
An der Urkunde hängt an weiß/blauen Schnüren das Siegel Ottheinrichs, in eine große Wachsscheibe gebettet, die in einer kunstvoll geschnitzten Dose aus Buchsbaumholz aufbewahrt wird.